# Хоккей с шайбой на зимних Олимпийских играх 1936 (составы)
В соревнованиях по хоккею среди мужчин на зимних Олимпийских играх 1936 принимали участие 16 команд, имеющих в заявке по 12 хоккеистов.

### Австрия
Франц Ченгей, Фриц Деммер, Зепп Гебл, Ламберт Ноймайер, Оскар Новак, Франц Шюслер, Эмиль Зайдлер, Виллибальд Станек, Ханс Татцер, Ханс Трауттенберг, Рудольф Войта, Герман Вайс

### Бельгия
Вальтер Бастени, Роберт Боден, Фернан Карез, Луи Де Риддер, Роджер Бюро, Вилли Крайц, Джозеф Лекенс, Жорж Путманс, Карлос Ван ден Дрисше, Пьер Ван Рейшут

### Канада
Максвелл Дикон, Кеннет Фармер, Хью Фаркуарсон, Джеймс Хаггарти, Уолтер Китчен, Рэймонд Милтон, Динти Мур, Герман Мюррей, Артур Нэш, Дэвид Невилл, Ральф Сен-Жермен, Александр Синклер, Билл Томсон

### Чехословакия
Йозеф Богач, Алоис Цетковский, Громадка, Карел, Драгомир Джиротка, Зденек Джиротка, Ян Кошек (хоккей), Олдржих Кучера, Йозеф Малечек, Ян Пека, Ярослав Пушбауэр, Иржи Тожичка, Ладислав Трояк, Вальтер Ульрих

### Франция
Филипп Бояр, Пьер Кларет, Марсель Кутте, Мишель Делезаль, Жан-Пьер Хагнауэр, Альберт Хасслер, Лакарьер, Жак, Пьер Лорин, Жак Мориссон, Мишель Паккар, Ги-Пьер Вольперт

### Германия
Руди Болл, Вильгельм Эггингер, Вернер Георг, Густав Енеке, Карл Кегель, Алоис Кун, Филипп Шенк, Герберт Шибукат, Георг Штробл, Пауль Траутманн, Иоахим фон Бетманн-Холвег, Тони Видеманн

### Великобритания
Александр Арчер, Джимми Борланд, Эдгар Бренчли, Джимми Чаппелл, Джон Кауард, Гордон Дейли, Джерри Дэйви, Карл Эрхардт, Джимми Фостер, Джек Килпатрик, Арчибальд Стинчкомб, Роберт Уайман

### Венгрия
Миклош Барча, Иштван Чак, Матьяш Фаркаш, Андраш Гергели, Ласло Гергели, Бела Харай, Фригьес Хелмеци, Золтан Дженей, Шандор Мадьяр, Шандор Миклош, Ференц Моностори, Ласло Рона, Ференц Шамоши

### Италия
Джанмарио Барони, Игнацио Диониси, Аугусто Джероза, Марио Майокки, Камилло Мусси, Франко Росси, Джованни Скотти, Децио Тровати, Луиджи Цуккини, Марио Цуккини

### Латвия
Алексей Аузиньш, Янис Бебрис, Робертс Блукис, Арвидс Юргенс, Герберт Кушкис, Робертс Лапайнис, Карлис Паэгле, Арвидс Петерсонс, Адольфс Петровскис, Янис Розитис, Леонид Ведейс

### Польша
Мечислав Каспржицкий, Адам Ковальски, Владислав Кроль, Виталис Людвичак, Чеслав Марчевчик, Хенрик Пшездзецкий, Соколовский, Юзеф Стоговский, Роман Ступницки, Анджей Волковский, Эдмунд Зелинский

### Швеция
Андерссон, Стиг, Свен Бергквист, Герман Карлссон, Рубен Карлссон, Хольгер Энгберг, Эриксон, Оке, Леннарт Хеллман, Торстен Йонке, Вильгельм Ларссон, Ингве Лильеберг, Бертиль Лунделль, Бертиль Норберг, Вильгельм Петерсен

### США
Томас Мун, Фрэнсис Шонесси, Филип Лабат, Пол Роу, Фрэнсис Спейн, Элбридж Росс, Гордон Смит, Фрэнк Стаббз, Джон Гаррисон, Джон Лакс, Огаст Каммер

### Швейцария
Фердинанд Каттини, Ханс Каттини, Хеллер, Отто, Арнольд Хирц, Эрнст Хуг, Чарльз Кесслер, Герберт Кесслер, Альберт Кюнцлер, Адольф Мартиньони, Томас Плейш, Оскар Шмидт, Биби Торриани

### Япония
Кэнъити Фуруя, Масахиро Хаяма, Сусуму Хирано, Тэйдзи Хомма, Тацуо Итикава, Синкити Камэй, Кодзуэ Киносита, Масатацу Китадзава, Тосихико Сёдзи